# Roszkowice (województwo zachodniopomorskie)
Roszkowice – kolonia w Polsce, w województwie zachodniopomorskim, w powiecie choszczeńskim, w gminie Krzęcin. W miejscowości brak zabudowy.
W latach 1975–1998 administracyjnie należała do województwa gorzowskiego.